# Jenny Lindová
Jenny Lindová, nepřechýleně Jenny Lind (6. října 1820 Stockholm, Švédsko – 2. listopadu 1887, Malvern, Worcestershire, Anglie) byla švédská operní pěvkyně, sopranistka. Je řazena mezi nejslavnější pěvkyně 19. století a měla přezdívku „švédský slavík“. Ceněna byla zvláště za své výkony v operách italských skladatelů.

## Život a kariéra
Po neradostném raném dětství se stala 10letá Jenny žačkou operní školy Královského dramatického divadla ve Stockholmu. Později ji vyučoval švédský skladatel Adolf Fredrik Lindblad, který ji vedl na operní škole stockholmského Dvorského divadla. Na této operní scéně také Jenny Lindová poprvé vystoupila, a to 7. března 1838 jako Agáta v Čarostřelci, tehdy velmi úspěšné opeře, kterou složil Carl Maria von Weber. Ve Stockholmu působila do roku 1841.
Pak odjela do Paříže s vírou, že získá angažmá ve Velké opeře. To se jí nezdařilo, a proto až do konce svého života odmítala na této scéně vystoupit. Již ve Stockholmu téměř ztratila hlas, který jí pak v Paříži zachránil hudební pedagog Manuel García mladší, syn španělského tenoristy Manuela Garcíi a bratr slavných pěvkyň Marie Malibranové a Pauline Viardotové. Pedagog García nařídil Jenny Lindové tříměsíční mlčení. Po téměř ročních hlasových cvičeních mohla opět s velkým úspěchem zpívat při operních představeních.
Od roku 1844 vystupovala v Berlíně. Giacomo Meyerbeer speciálně pro ni roku 1847 napsal titulní úlohu opery Vielka. V Berlíně navázala vřelý vztah s Felixem Mendelssohnem-Bartholdym, jehož brzká smrt ve věku 38 let ji pak zcela zdrtila. V roce 1847 prorazila také v Londýně. K jejím nejslavnějším výstupům patřily hlavní role v operách La Sonnambula (Náměsíčná) a Norma od Vincenza Belliniho, Lucia v Lucii z Lammermooru a Adina v Nápoji lásky od Gaetana Donizettiho a také Alice v Meyerbeerově opeře Robert ďábel.
Po dvou letech opustila operní jeviště a věnovala se již jen koncertnímu zpěvu. V letech 1850–1852 absolvovala obří turné po Spojených státech. Jejím impresáriem zde byl pověstný „mistr humbuku“, obchodník a průkopník moderní reklamy Phineas Taylor Barnum. Na tomto turné se také vdala, v Bostonu si vzala skladatele Adolfa Goldschmidta. Turné mělo obrovský ekonomický úspěch a do Evropy se tak švédská zpěvačka vrátila se značným jměním. Většinu z něj však ihned darovala na dobročinné účely v rodném Švédsku. Po návratu nicméně žila nejprve v Německu a od roku 1856 znovu v Londýně. Zde v letech 1883–1886 učila zpěv na Royal College of Music. Lektorovala též zpěváky Bach Choir, sboru, který řídil její manžel. Naposledy vystoupila roku 1870 na dolnorýnské slavnosti v Düsseldorfu.
Ottův slovník naučný její pěveckou techniku hodnotil následovně: „Byla zpěvačkou nadanou hlasem sopranovým okouzlujícího zvuku, neuvěřitelné techniky koloraturní, zvláště trilkové, a obdivuhodné výraznosti v přednesu.“